# Estelle Bee Dagum
Estela (Estelle) Bee Dagum est une économiste et statisticienne argentine et canadienne qui est professeure "chiara fama" en sciences statistiques à l'université de Bologne. Elle est connue pour ses recherches sur l'analyse des séries chronologiques, et en particulier sur le développement de la méthode de désaisonnalisation (en) X-11-ARIMA, qui a été largement utilisée et a précédé les méthodes X-12-ARIMA et ultérieures.

## Formation et carrière
Dagum est diplômée de l'université nationale de Córdoba en 1957 et a obtenu un doctorat en économie de la même université en 1960. Après des recherches postdoctorales en macroéconomie, en économétrie et en recherche opérationnelle à la London School of Economics, elle est retournée à l'université nationale de Córdoba en tant que professeure adjointe en 1963. Elle a ensuite rejoint l'université catholique de Córdoba. Brièvement en 1965, puis en 1966, est retournée à l'université nationale en tant que professeure titulaire. Ensuite elle s'installe à Princeton, dans le New Jersey, où elle effectue un deuxième stage postdoctoral de 1966 à 1968. Outre la théorie des jeux, elle aborde également les sujets suivants : Statistique mathématique et séries chronologiques, thèmes majeurs de son travail ultérieur. Durant son séjour à Princeton, elle a également travaillé comme économiste de recherche chez Mathematica Policy Research (en). 
De 1968 à 1972, elle a occupé divers postes de professeur en économie mathématique à l'université nationale autonome du Mexique, à l'université de l'Iowa, au Coe College et à l'université d'Ottawa . Enfin, en 1972, elle a commencé à travailler à Statistique Canada, où elle a passé de nombreuses années, devenant citoyenne canadienne et changeant son prénom en Estelle (tout en continuant à utiliser "Estela" pour ses publications). Elle a pris sa retraite de Statistique Canada en 1993 et a travaillé de 1994 à 1996 au Central Statistical Office de Londres. Elle a commencé à occuper son poste actuel à l'université de Bologne en 1997. 

## Prix et distinctions
En 1980, Dagum est devenue la première récipiendaire du prix Julius Shiskin Memorial pour les statistiques économiques, attribué par la section des statistiques économiques et économiques de la Société américaine de statistique. Elle a reçu le prix « pour son travail remarquable en statistiques économiques, en particulier pour ses contributions largement reconnues à l'analyse de séries chronologiques et pour avoir prolongé le travail de pionnier de Julius Shiskin en matière de désaisonnalisation en combinant le programme de désaisonnalisation X-11 avec les modèles ARIMA de Box-Jenkins et notamment le développement de la méthode X-11-ARIMA ». 
En 1981, elle a été élue membre de la Société américaine de statistique et en 1984, elle a été élue membre de l'Institut international de statistique,. En 2002, elle est devenue membre correspondant de l'Académie des sciences de l'institut de Bologne dans la section Droit, économie et finance ,. 
En 2005, l'université de Naples - Parthénope lui a décerné un doctorat honorifique et en 2010, l'université nationale de Córdoba l'a nommée professeur honoraire. 
Son livre Seasonal Adjustment Methods and Real Time Trend-Cycle Estimation a remporté le prix Eric Ziegel de Technometrics (en) en 2016. 

## Publications
Dagum est l'auteure des ouvrages Benchmarking, Temporal Distribution, and Reconciliation Methods for Time Series (avec Pierre A. Cholette, Springer, 2006) et Seasonal Adjustment Methods and Real Time Trend-Cycle Estimation (avec Silvia Bianconcini, Springer, 2016).